# 柴田家門

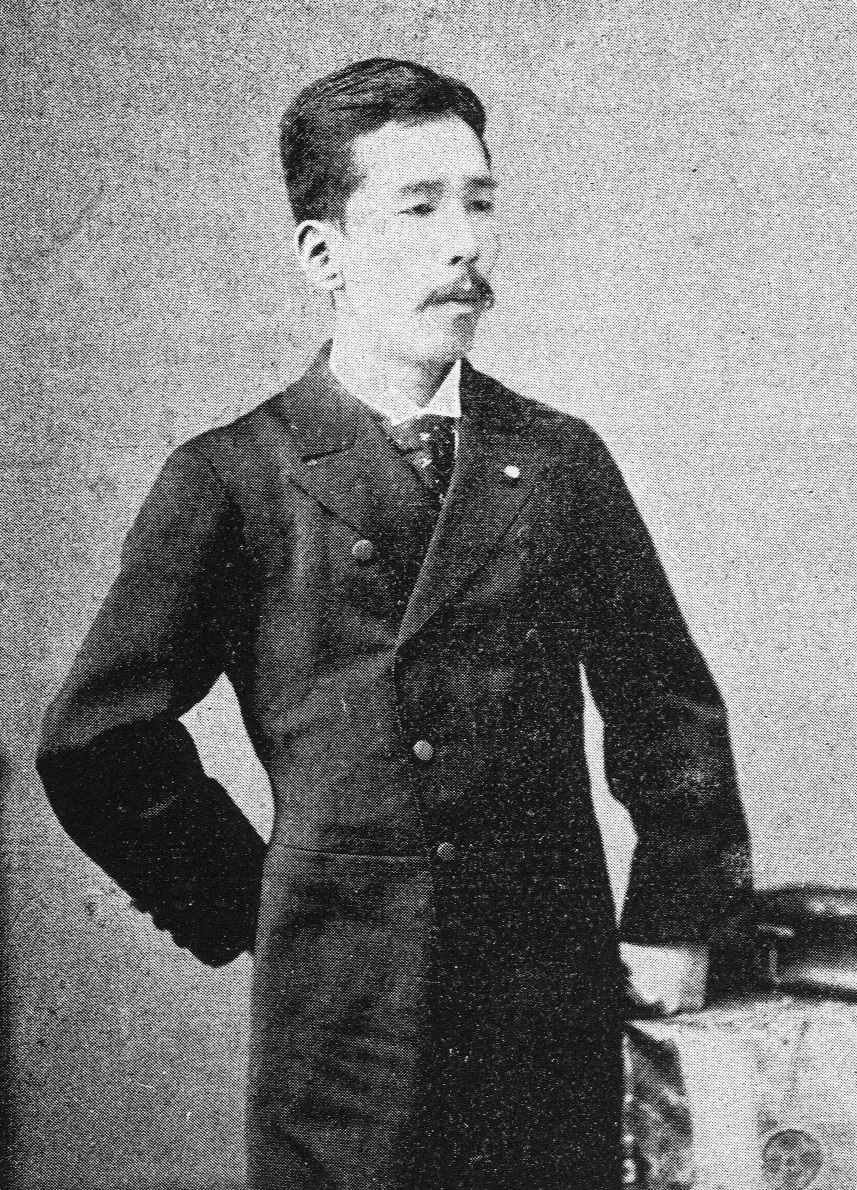
柴田家門

柴田 家門（しばた かもん、1863年2月6日（文久2年12月18日） - 1919年（大正8年）8月25日）は、文部大臣、貴族院議員などを務めた政治家。

## 経歴
- 萩城下平安古（現在の山口県萩市平安古東区）に柴田英佐（えいすけ）の長男として出生。同郷に田中義一、藤井幸槌がいる。
- 1882年（明治15年）に上京し、大学予備門（第一高等中学校、現在の東京大学教養学部）を経て、東京帝国大学法科大学（現在の東京大学法学部）に進学。
- 1890年 - 同大学卒業後、内閣書記官、法制局参事官、行政裁判所評定官等を務める。
- 1898年 - 第2次山縣内閣の内務省地方局長を務める。
- 1901年 - 第1次桂内閣の内閣書記官長に就任。
- 1903年7月15日 - 貴族院勅選議員となる[1]。
- 1908年 - 第2次桂内閣の内閣書記官長に就任。
- 1911年
  - 5月5日 - 拓殖局総裁に就任し内閣書記官長を兼任する[2]。
  - 8月30日 - 拓殖局総裁、内閣書記官長を辞任[3]。
- 1912年 - 第3次桂内閣の文部大臣に就任。退任後も貴族院議員を務め、臨時教育会議[4]の委員を務める。
- 1919年 - 死去。墓所は東京都港区の青山霊園にある。

## 栄典・授章・授賞
位階
- 1891年（明治24年）11月28日 - 従七位[5]
- 1892年（明治25年）12月12日 - 正七位[6]
- 1895年（明治28年）11月20日 - 従六位[7]
- 1897年（明治30年）10月30日 - 正六位[8]
- 1899年（明治32年）4月7日 - 正五位[9]
- 1902年（明治35年）12月10日 - 従四位[10]
- 1906年（明治39年）1月20日 - 正四位[11]
- 1911年（明治44年）7月20日 - 従三位[12]

勲章等
- 1895年（明治28年）
  - 10月31日 - 勲六等単光旭日章[13]
  - 11月18日 - 明治二十七八年従軍記章[14]
- 1902年（明治35年）12月26日 - 勲三等旭日中綬章[15]
- 1906年（明治39年）4月1日 - 勲二等旭日重光章[16]・明治三十七八年従軍記章[17]
- 1911年（明治44年）6月13日 - 勲一等旭日大綬章[18]
- 1912年（大正元年）8月1日 - 韓国併合記念章[19]
- 1915年（大正4年）11月10日 - 大礼記念章（大正）[20]